# Платибазия
Платибазия — уплощение основания черепа, которое проявляется уменьшением передней и средней черепной ямок на уровне турецкого седла, уменьшением длины блюменбахова ската. Термин «платибазия» предложил в 1857 году немецкий учёный Рудольф Вирхов. Частота аномалии составляет до 25 % в общей популяции. Обычно аномалия не сопровождается неврологическими симптомами. В то же время во многих случаях она сочетается с мальформацией Арнольда-Киари, стенозом водопровода мозга и недоразвитием зубовидного отростка.

## Рентгенологическая картина
Выраженность платибазии определяется величиной сфенобазилярного угла Велькера, который образуется между линиями соединяющими решётчатую пластинку и скат. В норме он составляет 90—130°. При I степени платибазии он равен 135—140°, II — 146—160°, III — более 160°.
При платибазии происходит также увеличение угла Богарта.

## Клиническая симптоматика
Клиническая симптоматика при платибазии весьма вариабельна. Она может как вовсе отсутствовать, так и проявляться грубыми неврологическими нарушениями. Суб- и декомпенсация происходит обычно в зрелом возрасте после провоцирующего фактора, как черепно-мозговая травма, острое респираторное заболевание.
Достаточно часто данная аномалия сочетается и с другими аномалиями черепа и головного мозга. Фенотипическими признаками, которые позволяют предположить наличие у ребёнка аномалий краниовертебрального сочленения являются кривошея, симптом «короткой» шеи, неправильную посадку головы, ограничение движений в шейно-затылочном отделе, низкую границу роста волос, шейный гиперлордоз, шейные рёбра.
Аномалия проявляется симптомами, которые обусловлены недостаточностью кровообращения в вертебробазилярном бассейне, а именно болью в шейно-затылочной области, динамической и статической атаксией, глазодвигательными нарушениями, бульбарным синдромом, проводниковыми двигательными и чувствительными нарушениями, а также синкопальными состояниями.

## Лечение
Лечение заболевания симптоматическое. Если нет поражения или сдавливания нервных корешков или другой нервной ткани, никакого специального лечения не назначается, однако если есть компрессия нервной ткани, лечение необходимо. Некоторым пациентам достаточно задней декомпрессии, обычно в сочетании со сращением черепа с верхним шейным отделом позвоночника. Когда зубовидный отросток второго шейного позвонка (одонтоид) имеет выступы, восстановление за счет вытяжения не увенчается успехом, может потребоваться резекция зубовидного отростка с последующим задним сращением.